# 我愿意 (歌曲)
《我願意》是華語歌手王菲（王靖雯）在1994年推出的一首經典歌曲。這首歌被收錄在專輯《迷》中，由姚谦作词、黄国伦作曲，是王菲迄今为止知名度最高的歌曲之一，有管弦乐和弦乐两个版本。

## 背景
作词人姚谦称，创作的灵感来源于王菲与鼓手男友的恋情。姚谦原本并不认识王菲，只知道她是非常火的女艺人，通过经纪人得知王菲但凡有假就会飞去北京与爱人度过。姚谦创作副歌先于主歌，因被王菲捂鼻子在北京的胡同上厕所的报纸头条所打动，整首歌都是在描写姚谦看到那张照片时的感想。
作曲人黄国伦称，“这首歌只花了十分钟创作，却经历了四年煎熬的体悟”。黄国伦经历长达四年的灵感枯竭，于是跪地祈祷希望上天赐给他一首“让听见的人都感受到爱”的歌曲，于是《我愿意》应运而生。

## 影响
《我愿意》被众多歌手翻唱，是被翻译成最多种语言的华语歌曲之一。除了张学友、梅艳芳、关淑怡、李玟、张清芳、蔡幸娟、齐秦、齐豫、王傑、费玉清、張惠妹、周杰倫、陶喆、罗文、李宇春、邓紫棋、古巨基、庾澄庆、林志炫、张敬轩、萧敬腾、吴青峰、陈晓东等众多华语乐坛歌手翻唱过此歌外，此曲也被ATSUSHI（日本组合Exile成员）、美籍韩裔石佑诚、加拿大的Matthew Carl Lien、日本的小野丽莎等国外艺人翻唱过；甚至还被改编成英文版：挪威女歌手Lene Marlin的《Still Here》、拉脱维亚团体Cosmos、日文版：摇滚团体Jaywalk的《いかないで》以及韩文版：서문탁的《그대면 그대하나면》。
《我願意》亦為1995年香港電影《烈火戰車》之插曲。

## 奖项
| 年份           | 颁奖礼         | 奖项                       | 结果    |
| 1994年         | 叱咤乐坛流行榜 | 年度播放次数第二名原创歌曲 | 獲獎    |
| 全球华语榜中榜 | 中文Top20金曲  | 獲獎                       |         |
| 新加坡金曲奖   | 最佳作词奖     | 獲獎                       |         |
| 新加坡金曲奖   | 最佳编曲奖     | 獲獎                       |         |
| 2003年         | 台北之音       | 20世纪华人世界百大流行金曲 | 第1名   |
| 2004年         | 台北之音       | 最爱经典K歌                | 第10名  |
| 2005年         | 台北之音       | 听见希望                   | 第5名   |
| 2013年         | U选500         | U选500                     | 第94名  |
| 2014年         | U选1000        | U选1000                    | 第70名  |
| 2015年         | U选1000        | U选1000                    | 第123名 |
| 2016年         | U选1000        | U选1000                    | 第197名 |
| 2017年         | U选1000        | U选1000                    | 第273名 |
| 2018年         | U选1000        | U选1000                    | 第314名 |
| 2019年         | U选1000        | U选1000                    | 第320名 |
| 2020年         | U选1000        | U选1000                    | 第378名 |